# Skogsbröderna
Skogsbröderna (estniska: metsavennad, lettiska: mežabrāļi, litauiska: miško broliai) kallades de motståndsrörelser som kämpade mot den sovjetiska ockupationen av de baltiska staterna.
De kämpade för de baltiska staternas självständighet från andra världskrigets slut och långt in på 1950-talet. 
Manskapet bestod till stor del av resterna av de baltiska staternas arméer men framförallt av medlemmar från olika nazistiska SS-divisioner dit de baltiska soldaterna sökte sig efter tyskarnas övertag. På grund av den numerärt överlägsna sovjetarmén tog motståndet snart formen av gerillakrigföring.
Skogsbröderna har fått sitt namn från sina tillhåll i skogarna där de hade underjordiska bunkrar. Man hade ett utbrett stöd bland civilbefolkningen, samt i hemlighet från flera västmakter. Sverige var ett av de viktigaste transitländerna för sändningar till skogsbröderna. Rörelsens mål var att hålla stånd till dess att hjälp från väst skulle komma för att befria de baltiska staterna.
Sovjetmaktens brutala gensvar var många, och tillfångatagna skogsbröder och sympatisörer sköts eller dömdes till hårda straff i arbetsläger. De skjutna liken placerades ofta som avskräckande exempel på gator och torg. Den genomsnittliga tiden som medlem av skogsbröderna var 2,5 år.[källa behövs] Organisationen led svårt av sovjetisk infiltration och underrättelseläckor i väst (bland andra Kim Philby), och efterhand fick den hårt pressade civilbefolkningen, bönder som hjälpte skogsbröderna ute på landet, svårt att hjälpa skogsbröderna. 1953 ses som det sista året för det stora motståndet men mindre avdelningar var verksamma även längre fram.
Esten August Sabbe höll sig undan ända fram tills 1978 då han som 69-årig åldring dränkte sig (eller blev dränkt) i Jöhandu ån då han blev jagad och upphunnen av två KGB-agenter.
I Litauens huvudstad Vilnius finns idag ett KGB-museum som visar skogsbrödernas historia. Utställningen innehåller många bilder tagna av skogsbröderna och materiel som man hittar i olika bunkrar med mera.